# Quintus Valerius Vegetus (Konsul 112)
Quintus Valerius Vegetus war ein römischer Politiker aus Illiberi in der Provinz Baetica (heutiges Granada), der im 1. und 2. Jahrhundert lebte. 
Sein Vater war Quintus Valerius Vegetus, Konsul des Jahres 91. Er selbst bekleidete laut Fasti Ostienses im Jahr 112 zusammen mit Gnaeus Pinarius Cornelius Severus das Suffektkonsulat.